# BKG2型电力机车
BKG2型电力机车，又称БКГ2型电力机车，是白俄罗斯铁路的电力机车车型之一，由中国北车集团大同电力机车有限责任公司设计制造。
2013年7月，在白俄罗斯总统亚历山大·格里戈里耶维奇·卢卡申科访问中国期间，大同电力机车与白俄罗斯铁路签订了一份为后者提供18台BKG2型电力机车的合同。这是大同电力机车继BKG1型电力机车后，连续获得同一国家的第二批机车订单。
2015年，大同电力机车向白俄罗斯铁路交付了3台BKG2型电力机车。到2017年时，全部18台BKG2型电力机车交付位于白俄罗斯西部布列斯特州巴拉诺维奇的白俄罗斯铁路巴拉诺维奇机务段投入运用。
BKG2型电力机车以中国铁道部和谐2C型电力机车技术平台为基础，采用庞巴迪牵引变流系统、“MITRAC”微机控制系统和ISRA电空制动机系统，牵引功率为7200千瓦，最高运行速度为120公里/小时。

## 备注与参考

### 备注
1. ↑  白俄罗斯语：，俄语：，机车车型代号在这两种语言的简称统为。在汉语中，BKG2型电力机车直译为白中货运2型电力机车或中白货运2型电力机车。